# Gumbranch
Gumbranch é uma cidade localizada no estado americano de Geórgia, no Condado de Liberty.

## Demografia
Segundo o censo americano de 2000, a sua população era de 273 habitantes.
Em 2006, foi estimada uma população de 255, um decréscimo de 18 (-6.6%).

## Geografia
De acordo com o United States Census Bureau tem uma área de 2,1 km², dos quais 2,1 km² cobertos por terra e 0,0 km² cobertos por água.

## Localidades na vizinhança
O diagrama seguinte representa as localidades num raio de 16 km ao redor de Gumbranch.